# Kasteel van La Sandre
Het Kasteel van La Sandre (Frans: Château de la Sandre) is een kasteel in Le Change in de Franse gemeente Bassillac et Auberoche.